# Чайкув (гмина)
Чайкув (пол. Czajków) — сельская гмина (волость) в Польше, входит как административная единица в Остшешувский повет, Великопольское воеводство. Население — 2614 человек (на 2004 год).

## Сельские округа
1. Чайкув
2. Клён
3. Михалув
4. Мельцухы
5. Мухы
6. Салямоны
7. Задки

## Соседние гмины
1. Гмина Броншевице
2. Гмина Бжезины
3. Гмина Галевице
4. Гмина Грабув-над-Проснон
5. Гмина Клёнова
6. Гмина Крашевице